# Berberis sieboldii
Berberis sieboldii är en berberisväxtart som beskrevs av Friedrich Anton Wilhelm Miquel. Berberis sieboldii ingår i släktet berberisar, och familjen berberisväxter. Inga underarter finns listade i Catalogue of Life.

## Bildgalleri

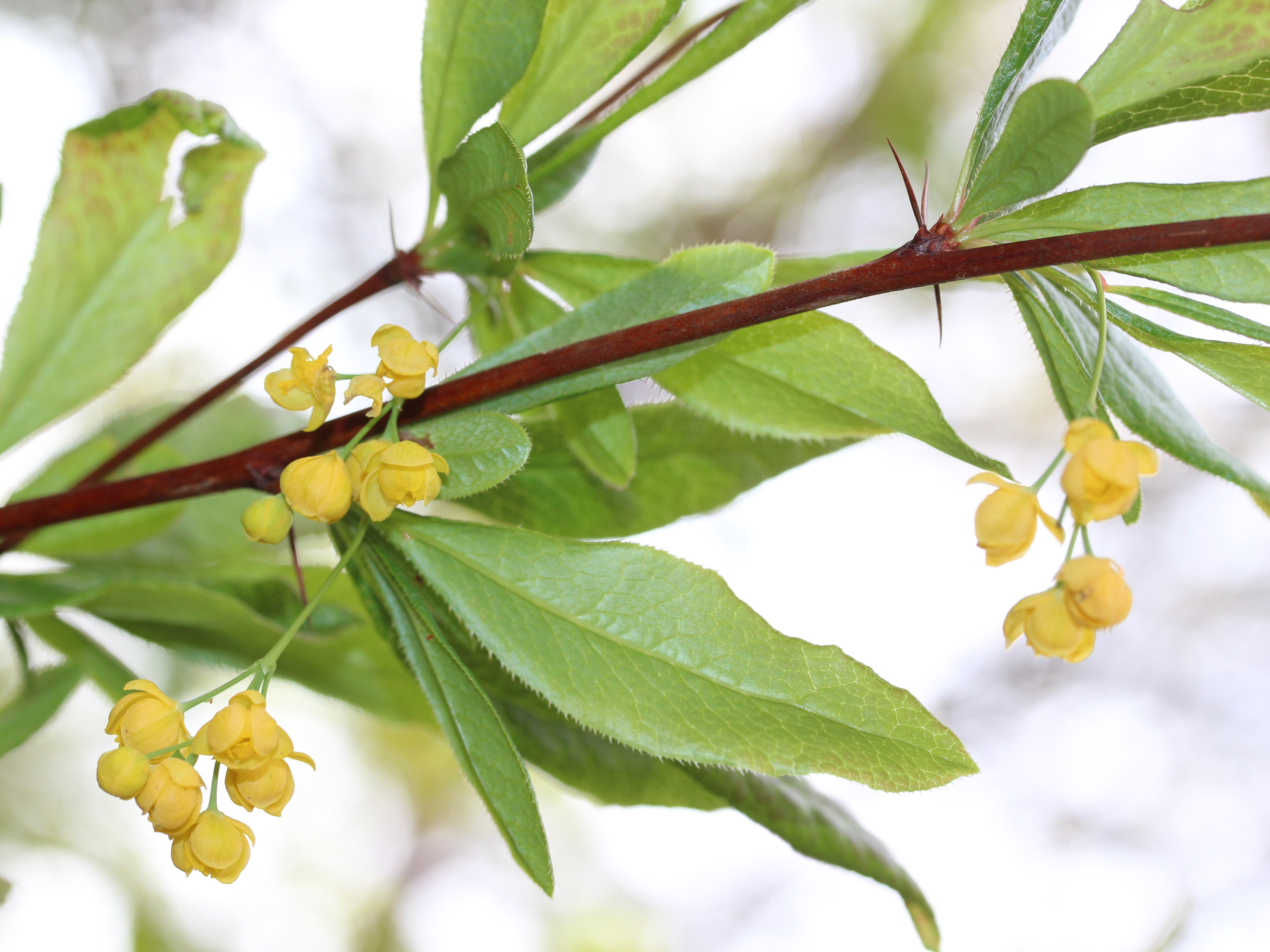
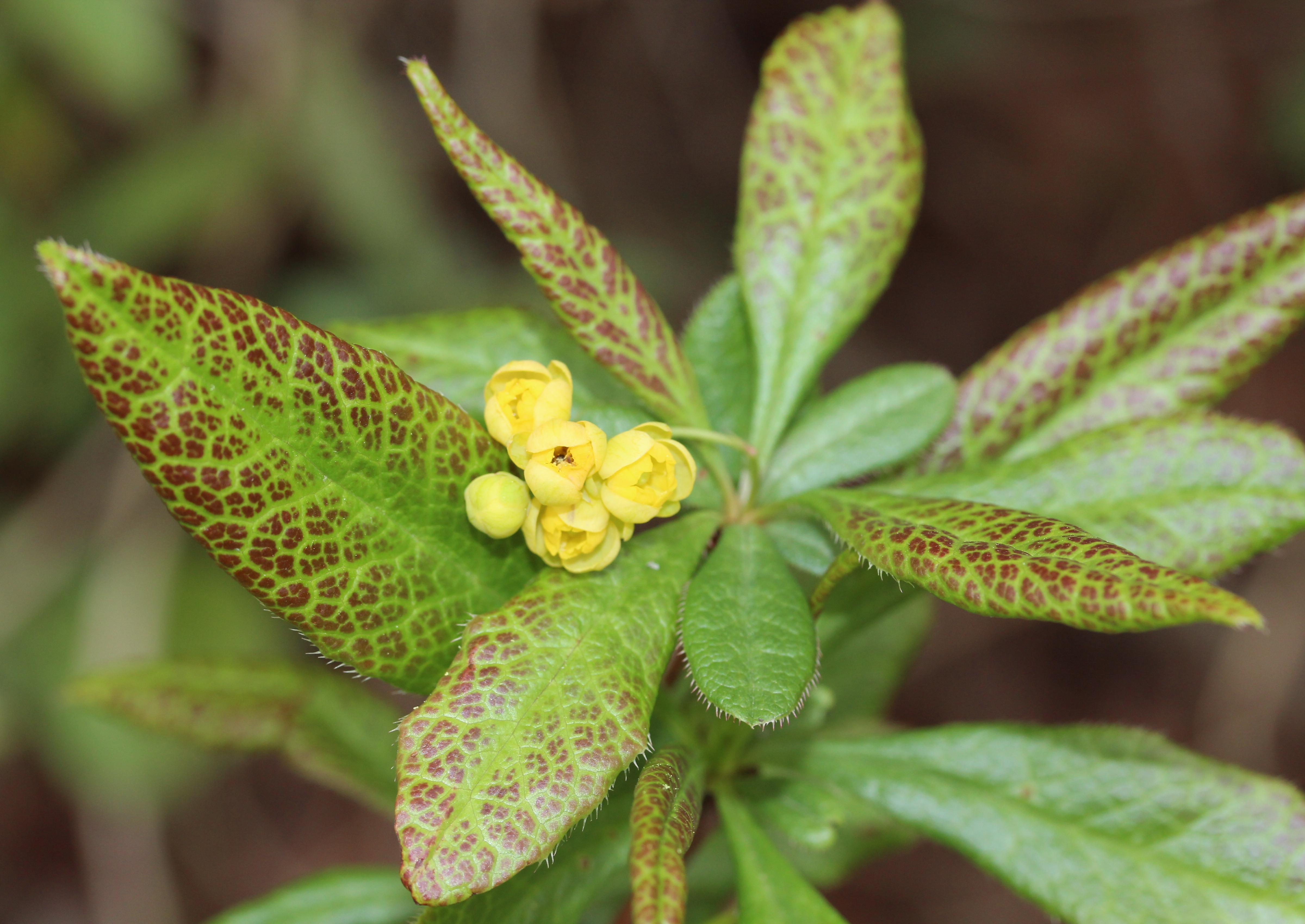
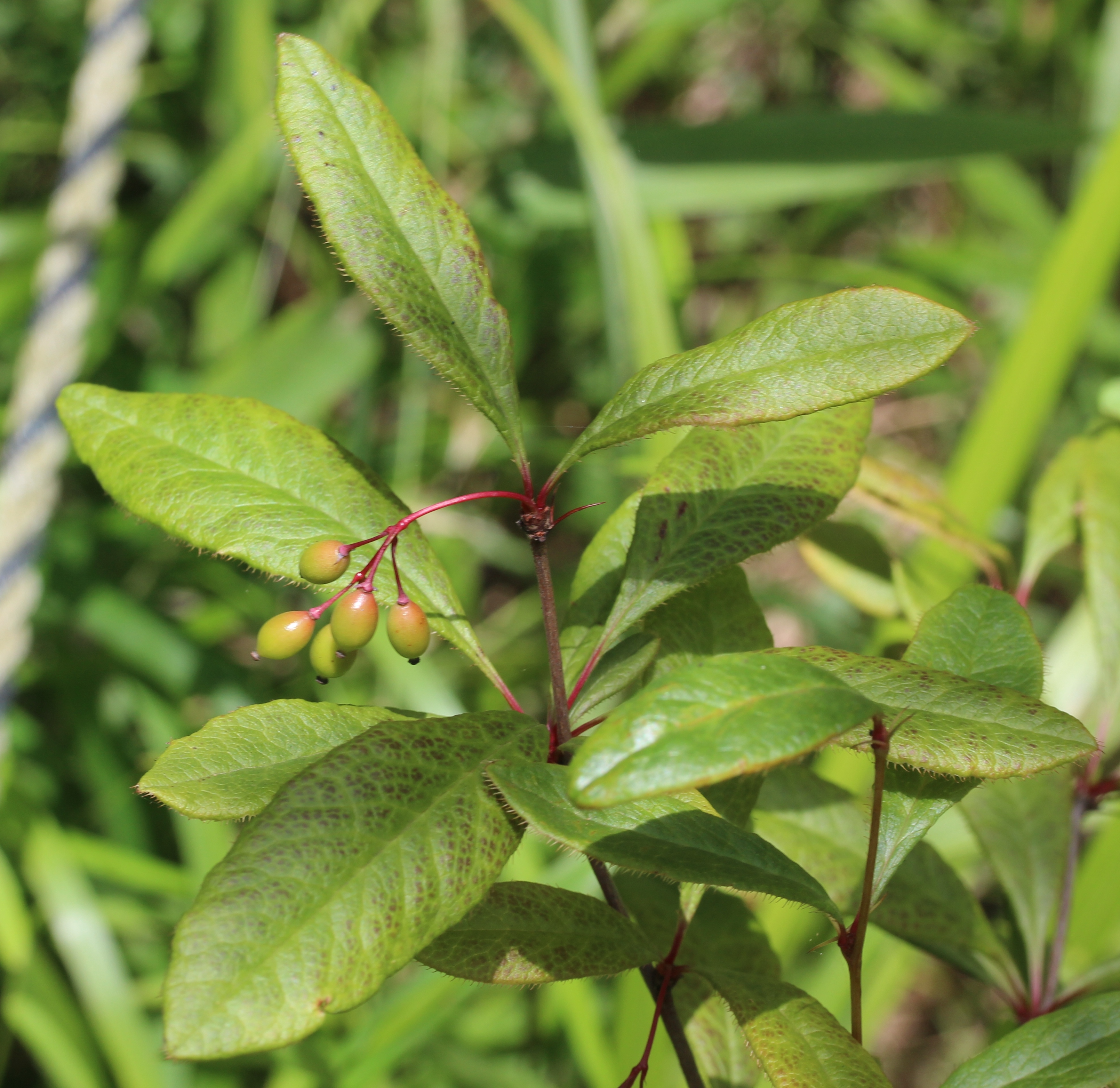
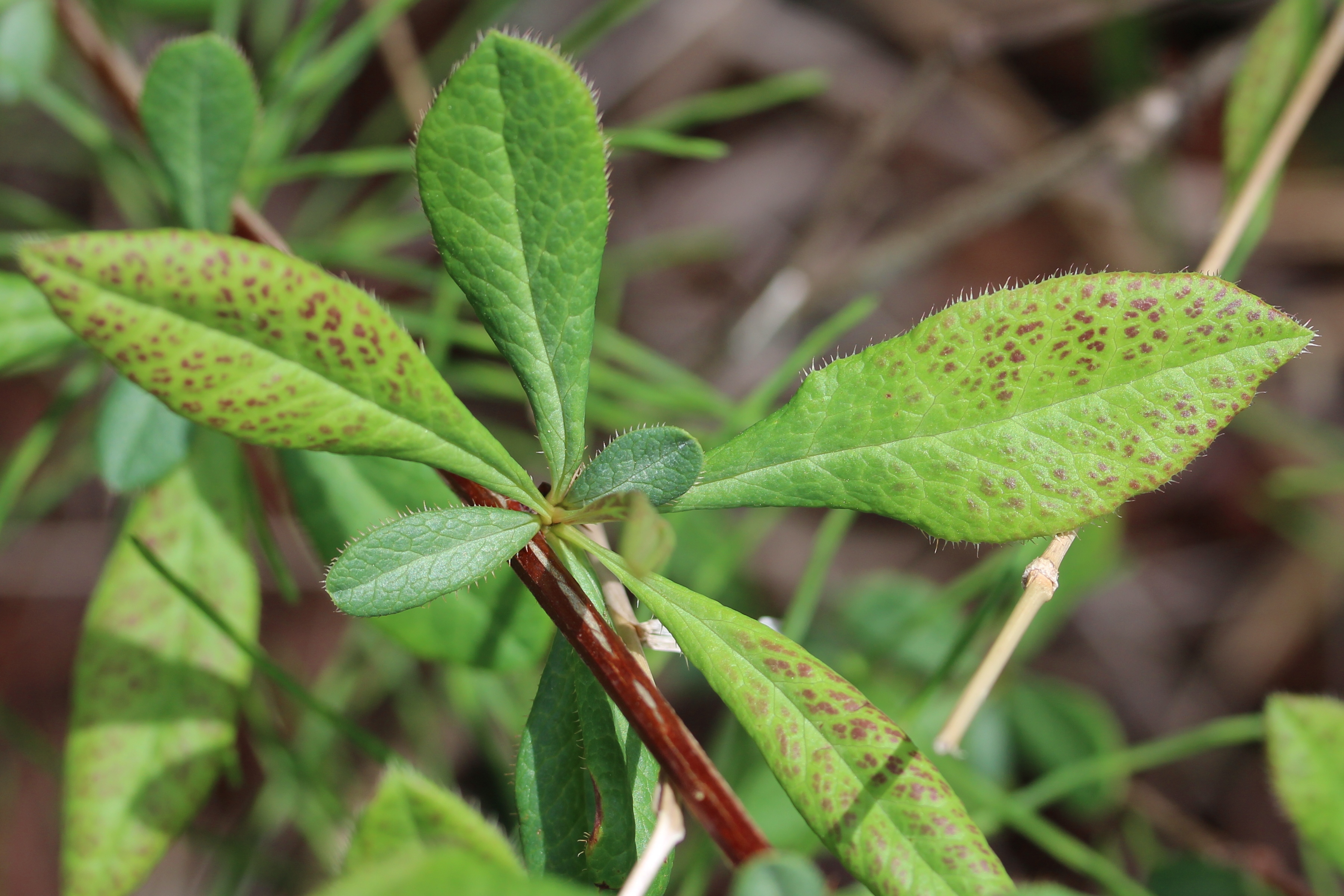